# Vittorio Nocenzi
Vittorio Nocenzi (Marino, 23 gennaio 1951) è un compositore, pianista e tastierista italiano fondatore del gruppo musicale rock progressivo Banco del Mutuo Soccorso.

## Biografia
Nocenzi si è avvicinato alla musica studiando pianoforte, prima privatamente e poi al Conservatorio Santa Cecilia di Roma. In seguito ha frequentato corsi di clarinetto, organo da chiesa, armonia e etnomusicologia, oltre a frequentare il corso di laurea in Storia e Filosofia all'Università degli Studi di Roma "La Sapienza".
Nella seconda metà degli anni sessanta ha iniziato la carriera di musicista esibendosi all'organo nello spettacolo teatrale e radiofonico Centominuti di Leone Mancini, con Luigi De Filippo e Duilio Del Prete. Nel 1968 ha scritto per Gabriella Ferri le musiche di sette brani inclusi dalla Ferri nell'album eponimo (pubblicato dalla RCA Italiana), tra cui la nota "Sor Fregnone".
Proprio attraverso Gabriella Ferri nello stesso anno Nocenzi ha ottenuto un'audizione alla RCA per un gruppo musicale fondato da lui stesso assieme al fratello Gianni e altri, il Banco del Mutuo Soccorso. Ottenuto il contratto con l'etichetta discografica, il Banco ha cominciato a frequentare i festival musicali dell'epoca, diventando in pochi anni una delle formazioni più importanti, apprezzate e longeve nella scena del rock progressivo in Italia. Il gruppo è tuttora attivo, avendo come ultime due pubblicazioni, entrambe prodotte da Inside Out distribuite in tutto il mondo da Sony Music: Transiberiana nel 2019 e Orlando: le forme dell’amore nel 2022.
Oltre all'impegno con il Banco del Mutuo Soccorso, Vittorio Nocenzi ha composto musica per la danza contemporanea, per il cinema e per il teatro. Negli anni 2000 ha sperimentato nuove forme di arte multimediale, pubblicando tra l'altro il CD-libro Movimenti, che contiene sue composizioni musicali e poesie di Alda Merini.
Nel 2001 ha sottoscritto il manifesto artistico Il suono della parola e la lingua del bel canto insieme a Franco Battiato, Angelo Branduardi, Eugenio Finardi e Francesco Guccini promosso dalla Società Dante Alighieri con lo scopo di promuovere una migliore conoscenza della musica nazionale in Italia ed all'estero, con particolare riguardo all'uso della lingua italiana nella musica.
Dal 2002 è responsabile del comitato scientifico del "Progetto Musica Italiana" Dante Alighieri.
Dal 2005 Nocenzi dirige il progetto musicale sperimentale "MusicOrienta" presso l'Assessorato alle Politiche Culturali della Provincia di Roma, a cui collaborano anche Enrico Ghezzi, Franco Battiato, Vincenzo Cerami, Walter Mauro e Ennio Morricone, rivolto ai giovani dai 16 ai 23 anni per la divulgazione, l'orientamento e la formazione di progetti musicali nell'ambito dell'arte e dello spettacolo per il recupero del patrimonio musicale e culturale della Provincia di Roma. Il progetto ha dato vita ad un'Orchestra giovanile, "la Roma Electric Orchestra", con la sua direzione artistica, composta da 35 elementi titolari e 35 sostituti di giovani musicisti di talento, selezionati dal comitato direttivo del progetto. Nello stesso anno, Nocenzi si fa promotore della costituzione della Federazione Italiana Docenti Didattica Multimediale, che nasce con l'intento di sostenere l'utilizzo della multimedialità come nuovo supporto didattico interdisciplinare.
Nel 2006, per l'Assessorato alle politiche educative e scolastiche del Comune di Roma, cura la sezione multimediale del progetto Roma Rock Roma Pop.
Nel 2008, per la Presidenza del Consiglio dei Ministri, Dipartimento della Gioventù, e la Regione Toscana, cura l'ideazione e la direzione del progetto format@zione - i territori del linguaggio, che ha coinvolto tutte le 10 provincie toscane con la partecipazione di 77 istituti superiori e circa 9.000 fra studenti e docenti, con la produzione finale di circa 200 elaborati multimediali.
Nel 2009 pubblica il secondo album Estremo Occidente, un CD/DVD che contiene nove composizioni per solo pianoforte, ispirate ad altrettanti esagrammi de I Ching; nel DVD è presente la clip-art “Lo straripamento” firmata da Patrizia Savarese.
È del 2010 la registrazione di una nuova colonna sonora per il capolavoro del cinema muto Il fantasma dell'opera (1925) con Lon Chaney per la regia di Rupert Julian.
Nel settembre 2010, ad Assisi, Vittorio Nocenzi riceve il premio come “Artista per la Pace 2010” per il suo impegno sociale.
Nel 2011 esce il libro Sguardi dall'estremo occidente in cui Nocenzi non solo è impegnato a raccontare come sono nati lo stile e il repertorio del Banco, ma attraverso le conversazioni con l'autore Gianfranco Salvatore affronta alcuni grandi temi filosofici e musicologici.
Dal 2011 al 2012 prosegue l'esperienza con la Presidenza del Consiglio dei Ministri - Dipartimento della Gioventù ed AIG (Associazione Italiana Alberghi per la Gioventù) con il progetto “OstHello” di cui cura la direzione artistica e il coordinamento per la sezione Musica. Il progetto ha coinvolto 650 giovani e 1.128 ore di attività gratuite svolte tra 936 ore di registrazioni, 192 ore di seminari e laboratori. Tutor oltre Nocenzi, Tullio De Piscopo, Cesareo, Christian Meyer, Andrea Braido, Bob Brozman, Michael Manring. Nello stesso anno, per Sony Music, cura l'uscita dell'antologia "40", che celebra i quarant'anni di carriera del Banco del Mutuo Soccorso e contiene l'intero rimaster del primo album e una serie di inediti tratti dall'opera mai pubblicata su San Francesco.
Nel 2012 e nel 2013 è responsabile in qualità di Direttore artistico del progetto “Darwin l'Evoluzione!” per la Presidenza del Consiglio dei Ministri - Dipartimento della Gioventù ed Associazione Nazionale Comuni Italiani (ANCI): attività di promozione e produzione artistica saranno realizzate per 145 artisti che verranno selezionati per la messa in scena di uno spettacolo teatrale sulla preistoria.
La riedizione di Darwin!, lo storico concept del 1972, esce anche in formato discografico e ripropone l'album in due versioni: l'originale totalmente rimasterizzato e il live registrato in occasione dei due concerti/evento del 2009. In più, un inedito scritto da Vittorio Nocenzi come ideale conclusione apocrifa dell'originale del '72, dall'evocativo titolo "Imago Mundi", che nel disco viene interpretato dal Banco insieme a Franco Battiato.
Nel 2014, oltre a partecipare alla registrazione del brano "I giardini di marzo" nella compilation A prog for Lucio, esce il nuovo lavoro del BMS intitolato “Un’idea che non puoi fermare”, totalmente curato da Vittorio Nocenzi con 58 minuti di musica inedita e la riproposizione in chiave acustica dei grandi classici del repertorio. È il primo disco dopo l'improvvisa scomparsa di Francesco Di Giacomo, avvenuta tragicamente il 21 febbraio del 2014 e vuole essere un tributo allo storico cantante del Banco, ma anche una pietra miliare verso un cammino nuovo, come il titolo lascia intuire: "Un'idea che non puoi fermare". In questo lavoro, oltre al nucleo storico del Banco, sono presenti alcuni tra i più importanti attori di cinema e teatro italiani: Toni Servillo, Franca Valeri, Giuliana De Sio, Valerio Mastandrea, Moni Ovadia, Alessandro Haber, Rocco Papaleo e Giuseppe Cederna. Quest'ultimo ha anche partecipato in qualità di "cerimoniere" allo storico concerto del 6 dicembre 2014, al GranTeatro di Roma, che ha visto il Banco in formazione inedita, con sezione fiati e due batterie e la partecipazione di John De Leo, Angelo Branduardi, Maurizio Solieri, Cesareo, Franco Battiato e molti altri.
Il 29 luglio 2015, durante una vacanza, viene colto da emorragia cerebrale e ricoverato in gravi condizioni in un ospedale di Vallo della Lucania.
Nonostante questo incidente di percorso lo abbia tenuto fuori dalle scene per qualche settimana, si è completamente ripreso ed è presto tornato alla composizione e allo studio della nuova opera inedita. Nel gennaio del 2016 la commissione giovani dell'UNESCO lo ha nominato ambasciatore onorario.
Nel 2019 firma con la più importante casa discografica al mondo di rock progressive,Inside Out Music - Sony Music che produce il nuovo album del Banco del Mutuo Soccorso, Transiberiana, un successo di critica e pubblico; inizia la tournée italiana al Teatro Romano di Verona che porterà la band nei maggiori teatri italiani.
Nel 2019 Moncalieri jazz gli dedica un premio speciale alla carriera.
A riscontro del successo di Transiberiana viene nominato come "Best international artist of the year" agli International prog Awards, importantissimo contest legato alla rivista britannica Prog.
Nel 2021 è insignito dalla FIMI con il disco d'oro, come fondatore nonché compositore del Banco del Mutuo Soccorso.
Sempre nel 2021 Marino, sua città natale, lo rende cittadino onorario.
Nel 2021 inoltre pubblica il libro "Nati Liberi", 224 pagine e 16 fotografie in cui Vittorio Nocenzi racconta la storia del Banco, partendo dalla nascita della prima formazione a novembre 1968. Il libro, edito da Tsunami è "una sorprendente avventura che parte dagli aneddoti storici e prosegue con l’approfondimento musicale, l’analisi degli album e della loro morfologia, spaziando all’interno della straordinaria eterogeneità compositiva che ha fatto del Banco un capitolo unico tra le pagine del grande romanzo del rock".
Nel 2022 viene lanciato in tutto il mondo il nuovo album del Banco del Mutuo Soccorso, “Orlando: le forme dell’amore”, ispirato al poema “Orlando Furioso” di Ludovico Ariosto.
Nel 2024 partecipa alla trilogia Libidal di Davide Matrisciano suonando i synth nel brano “L’armadio del sabato sera”.

## Discografia

### Da solista
- 2001 – Movimenti
- 2009 – Estremo Occidente

## Altro
- 1982 – L'occhio di Giuda (colonna sonora)
- 1982 – Nudo di donna (colonna sonora)
- 1982 – Turno di notte (colonna sonora)
- 1984 – Etruria (balletto)
- 1986 – La bohème (balletto)
- 1987 – Bocca della Verità (balletto)
- 1991 – È nata una stella (balletto)
- 2010 -- Il fantasma dell'opera (colonna sonora)
- Rossetto sull'ostia (teatro)
- E il matto illuminò la notte (teatro)
- Insufficienza di prove (teatro)
- Maree (teatro)